# Ризька тема
Ри́зька те́ма — тема в шаховій композиції. Суть теми — очевидне послаблення в позиції чорних після їх першого ходу не може бути використано відразу ж білими, оскільки одночасно призводить і до послаблення позиції білих.

## Історія
Ідею запропонували латиські шахові композитори.
В задачі у варіантах захисту чорних виникає певне послаблення позиції, але білі відразу не можуть його використати, оскільки з послабленням позиції чорних проходить і послаблення позиції білих. Наступним ходом білі підсилюють свою позицію, а потім вже досягають мети.
Оскільки ідею запропонували шахові композитори з міста Риги, тому й назва ідеї походить від назви міста — ризька тема.
|   | a | b | c | d | e | f | g | h |   |
| 8 | b8 білий слон · e8 біла тура · e7 чорний кінь · f7 чорна тура · e6 чорний король · f6 білий кінь · g6 білий слон · h6 білий пішак · b5 чорний пішак · f5 чорний пішак · h5 білий король · a4 чорний пішак · d4 чорний пішак · g4 чорний пішак · h4 білий ферзь · c3 білий пішак · f3 білий кінь · h3 чорний пішак · h2 чорний кінь · c1 чорний слон · d1 чорна тура | b8 білий слон · e8 біла тура · e7 чорний кінь · f7 чорна тура · e6 чорний король · f6 білий кінь · g6 білий слон · h6 білий пішак · b5 чорний пішак · f5 чорний пішак · h5 білий король · a4 чорний пішак · d4 чорний пішак · g4 чорний пішак · h4 білий ферзь · c3 білий пішак · f3 білий кінь · h3 чорний пішак · h2 чорний кінь · c1 чорний слон · d1 чорна тура | b8 білий слон · e8 біла тура · e7 чорний кінь · f7 чорна тура · e6 чорний король · f6 білий кінь · g6 білий слон · h6 білий пішак · b5 чорний пішак · f5 чорний пішак · h5 білий король · a4 чорний пішак · d4 чорний пішак · g4 чорний пішак · h4 білий ферзь · c3 білий пішак · f3 білий кінь · h3 чорний пішак · h2 чорний кінь · c1 чорний слон · d1 чорна тура | b8 білий слон · e8 біла тура · e7 чорний кінь · f7 чорна тура · e6 чорний король · f6 білий кінь · g6 білий слон · h6 білий пішак · b5 чорний пішак · f5 чорний пішак · h5 білий король · a4 чорний пішак · d4 чорний пішак · g4 чорний пішак · h4 білий ферзь · c3 білий пішак · f3 білий кінь · h3 чорний пішак · h2 чорний кінь · c1 чорний слон · d1 чорна тура | b8 білий слон · e8 біла тура · e7 чорний кінь · f7 чорна тура · e6 чорний король · f6 білий кінь · g6 білий слон · h6 білий пішак · b5 чорний пішак · f5 чорний пішак · h5 білий король · a4 чорний пішак · d4 чорний пішак · g4 чорний пішак · h4 білий ферзь · c3 білий пішак · f3 білий кінь · h3 чорний пішак · h2 чорний кінь · c1 чорний слон · d1 чорна тура | b8 білий слон · e8 біла тура · e7 чорний кінь · f7 чорна тура · e6 чорний король · f6 білий кінь · g6 білий слон · h6 білий пішак · b5 чорний пішак · f5 чорний пішак · h5 білий король · a4 чорний пішак · d4 чорний пішак · g4 чорний пішак · h4 білий ферзь · c3 білий пішак · f3 білий кінь · h3 чорний пішак · h2 чорний кінь · c1 чорний слон · d1 чорна тура | b8 білий слон · e8 біла тура · e7 чорний кінь · f7 чорна тура · e6 чорний король · f6 білий кінь · g6 білий слон · h6 білий пішак · b5 чорний пішак · f5 чорний пішак · h5 білий король · a4 чорний пішак · d4 чорний пішак · g4 чорний пішак · h4 білий ферзь · c3 білий пішак · f3 білий кінь · h3 чорний пішак · h2 чорний кінь · c1 чорний слон · d1 чорна тура | b8 білий слон · e8 біла тура · e7 чорний кінь · f7 чорна тура · e6 чорний король · f6 білий кінь · g6 білий слон · h6 білий пішак · b5 чорний пішак · f5 чорний пішак · h5 білий король · a4 чорний пішак · d4 чорний пішак · g4 чорний пішак · h4 білий ферзь · c3 білий пішак · f3 білий кінь · h3 чорний пішак · h2 чорний кінь · c1 чорний слон · d1 чорна тура | 8 |
| 7 | b8 білий слон · e8 біла тура · e7 чорний кінь · f7 чорна тура · e6 чорний король · f6 білий кінь · g6 білий слон · h6 білий пішак · b5 чорний пішак · f5 чорний пішак · h5 білий король · a4 чорний пішак · d4 чорний пішак · g4 чорний пішак · h4 білий ферзь · c3 білий пішак · f3 білий кінь · h3 чорний пішак · h2 чорний кінь · c1 чорний слон · d1 чорна тура | b8 білий слон · e8 біла тура · e7 чорний кінь · f7 чорна тура · e6 чорний король · f6 білий кінь · g6 білий слон · h6 білий пішак · b5 чорний пішак · f5 чорний пішак · h5 білий король · a4 чорний пішак · d4 чорний пішак · g4 чорний пішак · h4 білий ферзь · c3 білий пішак · f3 білий кінь · h3 чорний пішак · h2 чорний кінь · c1 чорний слон · d1 чорна тура | b8 білий слон · e8 біла тура · e7 чорний кінь · f7 чорна тура · e6 чорний король · f6 білий кінь · g6 білий слон · h6 білий пішак · b5 чорний пішак · f5 чорний пішак · h5 білий король · a4 чорний пішак · d4 чорний пішак · g4 чорний пішак · h4 білий ферзь · c3 білий пішак · f3 білий кінь · h3 чорний пішак · h2 чорний кінь · c1 чорний слон · d1 чорна тура | b8 білий слон · e8 біла тура · e7 чорний кінь · f7 чорна тура · e6 чорний король · f6 білий кінь · g6 білий слон · h6 білий пішак · b5 чорний пішак · f5 чорний пішак · h5 білий король · a4 чорний пішак · d4 чорний пішак · g4 чорний пішак · h4 білий ферзь · c3 білий пішак · f3 білий кінь · h3 чорний пішак · h2 чорний кінь · c1 чорний слон · d1 чорна тура | b8 білий слон · e8 біла тура · e7 чорний кінь · f7 чорна тура · e6 чорний король · f6 білий кінь · g6 білий слон · h6 білий пішак · b5 чорний пішак · f5 чорний пішак · h5 білий король · a4 чорний пішак · d4 чорний пішак · g4 чорний пішак · h4 білий ферзь · c3 білий пішак · f3 білий кінь · h3 чорний пішак · h2 чорний кінь · c1 чорний слон · d1 чорна тура | b8 білий слон · e8 біла тура · e7 чорний кінь · f7 чорна тура · e6 чорний король · f6 білий кінь · g6 білий слон · h6 білий пішак · b5 чорний пішак · f5 чорний пішак · h5 білий король · a4 чорний пішак · d4 чорний пішак · g4 чорний пішак · h4 білий ферзь · c3 білий пішак · f3 білий кінь · h3 чорний пішак · h2 чорний кінь · c1 чорний слон · d1 чорна тура | b8 білий слон · e8 біла тура · e7 чорний кінь · f7 чорна тура · e6 чорний король · f6 білий кінь · g6 білий слон · h6 білий пішак · b5 чорний пішак · f5 чорний пішак · h5 білий король · a4 чорний пішак · d4 чорний пішак · g4 чорний пішак · h4 білий ферзь · c3 білий пішак · f3 білий кінь · h3 чорний пішак · h2 чорний кінь · c1 чорний слон · d1 чорна тура | b8 білий слон · e8 біла тура · e7 чорний кінь · f7 чорна тура · e6 чорний король · f6 білий кінь · g6 білий слон · h6 білий пішак · b5 чорний пішак · f5 чорний пішак · h5 білий король · a4 чорний пішак · d4 чорний пішак · g4 чорний пішак · h4 білий ферзь · c3 білий пішак · f3 білий кінь · h3 чорний пішак · h2 чорний кінь · c1 чорний слон · d1 чорна тура | 7 |
| 6 | b8 білий слон · e8 біла тура · e7 чорний кінь · f7 чорна тура · e6 чорний король · f6 білий кінь · g6 білий слон · h6 білий пішак · b5 чорний пішак · f5 чорний пішак · h5 білий король · a4 чорний пішак · d4 чорний пішак · g4 чорний пішак · h4 білий ферзь · c3 білий пішак · f3 білий кінь · h3 чорний пішак · h2 чорний кінь · c1 чорний слон · d1 чорна тура | b8 білий слон · e8 біла тура · e7 чорний кінь · f7 чорна тура · e6 чорний король · f6 білий кінь · g6 білий слон · h6 білий пішак · b5 чорний пішак · f5 чорний пішак · h5 білий король · a4 чорний пішак · d4 чорний пішак · g4 чорний пішак · h4 білий ферзь · c3 білий пішак · f3 білий кінь · h3 чорний пішак · h2 чорний кінь · c1 чорний слон · d1 чорна тура | b8 білий слон · e8 біла тура · e7 чорний кінь · f7 чорна тура · e6 чорний король · f6 білий кінь · g6 білий слон · h6 білий пішак · b5 чорний пішак · f5 чорний пішак · h5 білий король · a4 чорний пішак · d4 чорний пішак · g4 чорний пішак · h4 білий ферзь · c3 білий пішак · f3 білий кінь · h3 чорний пішак · h2 чорний кінь · c1 чорний слон · d1 чорна тура | b8 білий слон · e8 біла тура · e7 чорний кінь · f7 чорна тура · e6 чорний король · f6 білий кінь · g6 білий слон · h6 білий пішак · b5 чорний пішак · f5 чорний пішак · h5 білий король · a4 чорний пішак · d4 чорний пішак · g4 чорний пішак · h4 білий ферзь · c3 білий пішак · f3 білий кінь · h3 чорний пішак · h2 чорний кінь · c1 чорний слон · d1 чорна тура | b8 білий слон · e8 біла тура · e7 чорний кінь · f7 чорна тура · e6 чорний король · f6 білий кінь · g6 білий слон · h6 білий пішак · b5 чорний пішак · f5 чорний пішак · h5 білий король · a4 чорний пішак · d4 чорний пішак · g4 чорний пішак · h4 білий ферзь · c3 білий пішак · f3 білий кінь · h3 чорний пішак · h2 чорний кінь · c1 чорний слон · d1 чорна тура | b8 білий слон · e8 біла тура · e7 чорний кінь · f7 чорна тура · e6 чорний король · f6 білий кінь · g6 білий слон · h6 білий пішак · b5 чорний пішак · f5 чорний пішак · h5 білий король · a4 чорний пішак · d4 чорний пішак · g4 чорний пішак · h4 білий ферзь · c3 білий пішак · f3 білий кінь · h3 чорний пішак · h2 чорний кінь · c1 чорний слон · d1 чорна тура | b8 білий слон · e8 біла тура · e7 чорний кінь · f7 чорна тура · e6 чорний король · f6 білий кінь · g6 білий слон · h6 білий пішак · b5 чорний пішак · f5 чорний пішак · h5 білий король · a4 чорний пішак · d4 чорний пішак · g4 чорний пішак · h4 білий ферзь · c3 білий пішак · f3 білий кінь · h3 чорний пішак · h2 чорний кінь · c1 чорний слон · d1 чорна тура | b8 білий слон · e8 біла тура · e7 чорний кінь · f7 чорна тура · e6 чорний король · f6 білий кінь · g6 білий слон · h6 білий пішак · b5 чорний пішак · f5 чорний пішак · h5 білий король · a4 чорний пішак · d4 чорний пішак · g4 чорний пішак · h4 білий ферзь · c3 білий пішак · f3 білий кінь · h3 чорний пішак · h2 чорний кінь · c1 чорний слон · d1 чорна тура | 6 |
| 5 | b8 білий слон · e8 біла тура · e7 чорний кінь · f7 чорна тура · e6 чорний король · f6 білий кінь · g6 білий слон · h6 білий пішак · b5 чорний пішак · f5 чорний пішак · h5 білий король · a4 чорний пішак · d4 чорний пішак · g4 чорний пішак · h4 білий ферзь · c3 білий пішак · f3 білий кінь · h3 чорний пішак · h2 чорний кінь · c1 чорний слон · d1 чорна тура | b8 білий слон · e8 біла тура · e7 чорний кінь · f7 чорна тура · e6 чорний король · f6 білий кінь · g6 білий слон · h6 білий пішак · b5 чорний пішак · f5 чорний пішак · h5 білий король · a4 чорний пішак · d4 чорний пішак · g4 чорний пішак · h4 білий ферзь · c3 білий пішак · f3 білий кінь · h3 чорний пішак · h2 чорний кінь · c1 чорний слон · d1 чорна тура | b8 білий слон · e8 біла тура · e7 чорний кінь · f7 чорна тура · e6 чорний король · f6 білий кінь · g6 білий слон · h6 білий пішак · b5 чорний пішак · f5 чорний пішак · h5 білий король · a4 чорний пішак · d4 чорний пішак · g4 чорний пішак · h4 білий ферзь · c3 білий пішак · f3 білий кінь · h3 чорний пішак · h2 чорний кінь · c1 чорний слон · d1 чорна тура | b8 білий слон · e8 біла тура · e7 чорний кінь · f7 чорна тура · e6 чорний король · f6 білий кінь · g6 білий слон · h6 білий пішак · b5 чорний пішак · f5 чорний пішак · h5 білий король · a4 чорний пішак · d4 чорний пішак · g4 чорний пішак · h4 білий ферзь · c3 білий пішак · f3 білий кінь · h3 чорний пішак · h2 чорний кінь · c1 чорний слон · d1 чорна тура | b8 білий слон · e8 біла тура · e7 чорний кінь · f7 чорна тура · e6 чорний король · f6 білий кінь · g6 білий слон · h6 білий пішак · b5 чорний пішак · f5 чорний пішак · h5 білий король · a4 чорний пішак · d4 чорний пішак · g4 чорний пішак · h4 білий ферзь · c3 білий пішак · f3 білий кінь · h3 чорний пішак · h2 чорний кінь · c1 чорний слон · d1 чорна тура | b8 білий слон · e8 біла тура · e7 чорний кінь · f7 чорна тура · e6 чорний король · f6 білий кінь · g6 білий слон · h6 білий пішак · b5 чорний пішак · f5 чорний пішак · h5 білий король · a4 чорний пішак · d4 чорний пішак · g4 чорний пішак · h4 білий ферзь · c3 білий пішак · f3 білий кінь · h3 чорний пішак · h2 чорний кінь · c1 чорний слон · d1 чорна тура | b8 білий слон · e8 біла тура · e7 чорний кінь · f7 чорна тура · e6 чорний король · f6 білий кінь · g6 білий слон · h6 білий пішак · b5 чорний пішак · f5 чорний пішак · h5 білий король · a4 чорний пішак · d4 чорний пішак · g4 чорний пішак · h4 білий ферзь · c3 білий пішак · f3 білий кінь · h3 чорний пішак · h2 чорний кінь · c1 чорний слон · d1 чорна тура | b8 білий слон · e8 біла тура · e7 чорний кінь · f7 чорна тура · e6 чорний король · f6 білий кінь · g6 білий слон · h6 білий пішак · b5 чорний пішак · f5 чорний пішак · h5 білий король · a4 чорний пішак · d4 чорний пішак · g4 чорний пішак · h4 білий ферзь · c3 білий пішак · f3 білий кінь · h3 чорний пішак · h2 чорний кінь · c1 чорний слон · d1 чорна тура | 5 |
| 4 | b8 білий слон · e8 біла тура · e7 чорний кінь · f7 чорна тура · e6 чорний король · f6 білий кінь · g6 білий слон · h6 білий пішак · b5 чорний пішак · f5 чорний пішак · h5 білий король · a4 чорний пішак · d4 чорний пішак · g4 чорний пішак · h4 білий ферзь · c3 білий пішак · f3 білий кінь · h3 чорний пішак · h2 чорний кінь · c1 чорний слон · d1 чорна тура | b8 білий слон · e8 біла тура · e7 чорний кінь · f7 чорна тура · e6 чорний король · f6 білий кінь · g6 білий слон · h6 білий пішак · b5 чорний пішак · f5 чорний пішак · h5 білий король · a4 чорний пішак · d4 чорний пішак · g4 чорний пішак · h4 білий ферзь · c3 білий пішак · f3 білий кінь · h3 чорний пішак · h2 чорний кінь · c1 чорний слон · d1 чорна тура | b8 білий слон · e8 біла тура · e7 чорний кінь · f7 чорна тура · e6 чорний король · f6 білий кінь · g6 білий слон · h6 білий пішак · b5 чорний пішак · f5 чорний пішак · h5 білий король · a4 чорний пішак · d4 чорний пішак · g4 чорний пішак · h4 білий ферзь · c3 білий пішак · f3 білий кінь · h3 чорний пішак · h2 чорний кінь · c1 чорний слон · d1 чорна тура | b8 білий слон · e8 біла тура · e7 чорний кінь · f7 чорна тура · e6 чорний король · f6 білий кінь · g6 білий слон · h6 білий пішак · b5 чорний пішак · f5 чорний пішак · h5 білий король · a4 чорний пішак · d4 чорний пішак · g4 чорний пішак · h4 білий ферзь · c3 білий пішак · f3 білий кінь · h3 чорний пішак · h2 чорний кінь · c1 чорний слон · d1 чорна тура | b8 білий слон · e8 біла тура · e7 чорний кінь · f7 чорна тура · e6 чорний король · f6 білий кінь · g6 білий слон · h6 білий пішак · b5 чорний пішак · f5 чорний пішак · h5 білий король · a4 чорний пішак · d4 чорний пішак · g4 чорний пішак · h4 білий ферзь · c3 білий пішак · f3 білий кінь · h3 чорний пішак · h2 чорний кінь · c1 чорний слон · d1 чорна тура | b8 білий слон · e8 біла тура · e7 чорний кінь · f7 чорна тура · e6 чорний король · f6 білий кінь · g6 білий слон · h6 білий пішак · b5 чорний пішак · f5 чорний пішак · h5 білий король · a4 чорний пішак · d4 чорний пішак · g4 чорний пішак · h4 білий ферзь · c3 білий пішак · f3 білий кінь · h3 чорний пішак · h2 чорний кінь · c1 чорний слон · d1 чорна тура | b8 білий слон · e8 біла тура · e7 чорний кінь · f7 чорна тура · e6 чорний король · f6 білий кінь · g6 білий слон · h6 білий пішак · b5 чорний пішак · f5 чорний пішак · h5 білий король · a4 чорний пішак · d4 чорний пішак · g4 чорний пішак · h4 білий ферзь · c3 білий пішак · f3 білий кінь · h3 чорний пішак · h2 чорний кінь · c1 чорний слон · d1 чорна тура | b8 білий слон · e8 біла тура · e7 чорний кінь · f7 чорна тура · e6 чорний король · f6 білий кінь · g6 білий слон · h6 білий пішак · b5 чорний пішак · f5 чорний пішак · h5 білий король · a4 чорний пішак · d4 чорний пішак · g4 чорний пішак · h4 білий ферзь · c3 білий пішак · f3 білий кінь · h3 чорний пішак · h2 чорний кінь · c1 чорний слон · d1 чорна тура | 4 |
| 3 | b8 білий слон · e8 біла тура · e7 чорний кінь · f7 чорна тура · e6 чорний король · f6 білий кінь · g6 білий слон · h6 білий пішак · b5 чорний пішак · f5 чорний пішак · h5 білий король · a4 чорний пішак · d4 чорний пішак · g4 чорний пішак · h4 білий ферзь · c3 білий пішак · f3 білий кінь · h3 чорний пішак · h2 чорний кінь · c1 чорний слон · d1 чорна тура | b8 білий слон · e8 біла тура · e7 чорний кінь · f7 чорна тура · e6 чорний король · f6 білий кінь · g6 білий слон · h6 білий пішак · b5 чорний пішак · f5 чорний пішак · h5 білий король · a4 чорний пішак · d4 чорний пішак · g4 чорний пішак · h4 білий ферзь · c3 білий пішак · f3 білий кінь · h3 чорний пішак · h2 чорний кінь · c1 чорний слон · d1 чорна тура | b8 білий слон · e8 біла тура · e7 чорний кінь · f7 чорна тура · e6 чорний король · f6 білий кінь · g6 білий слон · h6 білий пішак · b5 чорний пішак · f5 чорний пішак · h5 білий король · a4 чорний пішак · d4 чорний пішак · g4 чорний пішак · h4 білий ферзь · c3 білий пішак · f3 білий кінь · h3 чорний пішак · h2 чорний кінь · c1 чорний слон · d1 чорна тура | b8 білий слон · e8 біла тура · e7 чорний кінь · f7 чорна тура · e6 чорний король · f6 білий кінь · g6 білий слон · h6 білий пішак · b5 чорний пішак · f5 чорний пішак · h5 білий король · a4 чорний пішак · d4 чорний пішак · g4 чорний пішак · h4 білий ферзь · c3 білий пішак · f3 білий кінь · h3 чорний пішак · h2 чорний кінь · c1 чорний слон · d1 чорна тура | b8 білий слон · e8 біла тура · e7 чорний кінь · f7 чорна тура · e6 чорний король · f6 білий кінь · g6 білий слон · h6 білий пішак · b5 чорний пішак · f5 чорний пішак · h5 білий король · a4 чорний пішак · d4 чорний пішак · g4 чорний пішак · h4 білий ферзь · c3 білий пішак · f3 білий кінь · h3 чорний пішак · h2 чорний кінь · c1 чорний слон · d1 чорна тура | b8 білий слон · e8 біла тура · e7 чорний кінь · f7 чорна тура · e6 чорний король · f6 білий кінь · g6 білий слон · h6 білий пішак · b5 чорний пішак · f5 чорний пішак · h5 білий король · a4 чорний пішак · d4 чорний пішак · g4 чорний пішак · h4 білий ферзь · c3 білий пішак · f3 білий кінь · h3 чорний пішак · h2 чорний кінь · c1 чорний слон · d1 чорна тура | b8 білий слон · e8 біла тура · e7 чорний кінь · f7 чорна тура · e6 чорний король · f6 білий кінь · g6 білий слон · h6 білий пішак · b5 чорний пішак · f5 чорний пішак · h5 білий король · a4 чорний пішак · d4 чорний пішак · g4 чорний пішак · h4 білий ферзь · c3 білий пішак · f3 білий кінь · h3 чорний пішак · h2 чорний кінь · c1 чорний слон · d1 чорна тура | b8 білий слон · e8 біла тура · e7 чорний кінь · f7 чорна тура · e6 чорний король · f6 білий кінь · g6 білий слон · h6 білий пішак · b5 чорний пішак · f5 чорний пішак · h5 білий король · a4 чорний пішак · d4 чорний пішак · g4 чорний пішак · h4 білий ферзь · c3 білий пішак · f3 білий кінь · h3 чорний пішак · h2 чорний кінь · c1 чорний слон · d1 чорна тура | 3 |
| 2 | b8 білий слон · e8 біла тура · e7 чорний кінь · f7 чорна тура · e6 чорний король · f6 білий кінь · g6 білий слон · h6 білий пішак · b5 чорний пішак · f5 чорний пішак · h5 білий король · a4 чорний пішак · d4 чорний пішак · g4 чорний пішак · h4 білий ферзь · c3 білий пішак · f3 білий кінь · h3 чорний пішак · h2 чорний кінь · c1 чорний слон · d1 чорна тура | b8 білий слон · e8 біла тура · e7 чорний кінь · f7 чорна тура · e6 чорний король · f6 білий кінь · g6 білий слон · h6 білий пішак · b5 чорний пішак · f5 чорний пішак · h5 білий король · a4 чорний пішак · d4 чорний пішак · g4 чорний пішак · h4 білий ферзь · c3 білий пішак · f3 білий кінь · h3 чорний пішак · h2 чорний кінь · c1 чорний слон · d1 чорна тура | b8 білий слон · e8 біла тура · e7 чорний кінь · f7 чорна тура · e6 чорний король · f6 білий кінь · g6 білий слон · h6 білий пішак · b5 чорний пішак · f5 чорний пішак · h5 білий король · a4 чорний пішак · d4 чорний пішак · g4 чорний пішак · h4 білий ферзь · c3 білий пішак · f3 білий кінь · h3 чорний пішак · h2 чорний кінь · c1 чорний слон · d1 чорна тура | b8 білий слон · e8 біла тура · e7 чорний кінь · f7 чорна тура · e6 чорний король · f6 білий кінь · g6 білий слон · h6 білий пішак · b5 чорний пішак · f5 чорний пішак · h5 білий король · a4 чорний пішак · d4 чорний пішак · g4 чорний пішак · h4 білий ферзь · c3 білий пішак · f3 білий кінь · h3 чорний пішак · h2 чорний кінь · c1 чорний слон · d1 чорна тура | b8 білий слон · e8 біла тура · e7 чорний кінь · f7 чорна тура · e6 чорний король · f6 білий кінь · g6 білий слон · h6 білий пішак · b5 чорний пішак · f5 чорний пішак · h5 білий король · a4 чорний пішак · d4 чорний пішак · g4 чорний пішак · h4 білий ферзь · c3 білий пішак · f3 білий кінь · h3 чорний пішак · h2 чорний кінь · c1 чорний слон · d1 чорна тура | b8 білий слон · e8 біла тура · e7 чорний кінь · f7 чорна тура · e6 чорний король · f6 білий кінь · g6 білий слон · h6 білий пішак · b5 чорний пішак · f5 чорний пішак · h5 білий король · a4 чорний пішак · d4 чорний пішак · g4 чорний пішак · h4 білий ферзь · c3 білий пішак · f3 білий кінь · h3 чорний пішак · h2 чорний кінь · c1 чорний слон · d1 чорна тура | b8 білий слон · e8 біла тура · e7 чорний кінь · f7 чорна тура · e6 чорний король · f6 білий кінь · g6 білий слон · h6 білий пішак · b5 чорний пішак · f5 чорний пішак · h5 білий король · a4 чорний пішак · d4 чорний пішак · g4 чорний пішак · h4 білий ферзь · c3 білий пішак · f3 білий кінь · h3 чорний пішак · h2 чорний кінь · c1 чорний слон · d1 чорна тура | b8 білий слон · e8 біла тура · e7 чорний кінь · f7 чорна тура · e6 чорний король · f6 білий кінь · g6 білий слон · h6 білий пішак · b5 чорний пішак · f5 чорний пішак · h5 білий король · a4 чорний пішак · d4 чорний пішак · g4 чорний пішак · h4 білий ферзь · c3 білий пішак · f3 білий кінь · h3 чорний пішак · h2 чорний кінь · c1 чорний слон · d1 чорна тура | 2 |
| 1 | b8 білий слон · e8 біла тура · e7 чорний кінь · f7 чорна тура · e6 чорний король · f6 білий кінь · g6 білий слон · h6 білий пішак · b5 чорний пішак · f5 чорний пішак · h5 білий король · a4 чорний пішак · d4 чорний пішак · g4 чорний пішак · h4 білий ферзь · c3 білий пішак · f3 білий кінь · h3 чорний пішак · h2 чорний кінь · c1 чорний слон · d1 чорна тура | b8 білий слон · e8 біла тура · e7 чорний кінь · f7 чорна тура · e6 чорний король · f6 білий кінь · g6 білий слон · h6 білий пішак · b5 чорний пішак · f5 чорний пішак · h5 білий король · a4 чорний пішак · d4 чорний пішак · g4 чорний пішак · h4 білий ферзь · c3 білий пішак · f3 білий кінь · h3 чорний пішак · h2 чорний кінь · c1 чорний слон · d1 чорна тура | b8 білий слон · e8 біла тура · e7 чорний кінь · f7 чорна тура · e6 чорний король · f6 білий кінь · g6 білий слон · h6 білий пішак · b5 чорний пішак · f5 чорний пішак · h5 білий король · a4 чорний пішак · d4 чорний пішак · g4 чорний пішак · h4 білий ферзь · c3 білий пішак · f3 білий кінь · h3 чорний пішак · h2 чорний кінь · c1 чорний слон · d1 чорна тура | b8 білий слон · e8 біла тура · e7 чорний кінь · f7 чорна тура · e6 чорний король · f6 білий кінь · g6 білий слон · h6 білий пішак · b5 чорний пішак · f5 чорний пішак · h5 білий король · a4 чорний пішак · d4 чорний пішак · g4 чорний пішак · h4 білий ферзь · c3 білий пішак · f3 білий кінь · h3 чорний пішак · h2 чорний кінь · c1 чорний слон · d1 чорна тура | b8 білий слон · e8 біла тура · e7 чорний кінь · f7 чорна тура · e6 чорний король · f6 білий кінь · g6 білий слон · h6 білий пішак · b5 чорний пішак · f5 чорний пішак · h5 білий король · a4 чорний пішак · d4 чорний пішак · g4 чорний пішак · h4 білий ферзь · c3 білий пішак · f3 білий кінь · h3 чорний пішак · h2 чорний кінь · c1 чорний слон · d1 чорна тура | b8 білий слон · e8 біла тура · e7 чорний кінь · f7 чорна тура · e6 чорний король · f6 білий кінь · g6 білий слон · h6 білий пішак · b5 чорний пішак · f5 чорний пішак · h5 білий король · a4 чорний пішак · d4 чорний пішак · g4 чорний пішак · h4 білий ферзь · c3 білий пішак · f3 білий кінь · h3 чорний пішак · h2 чорний кінь · c1 чорний слон · d1 чорна тура | b8 білий слон · e8 біла тура · e7 чорний кінь · f7 чорна тура · e6 чорний король · f6 білий кінь · g6 білий слон · h6 білий пішак · b5 чорний пішак · f5 чорний пішак · h5 білий король · a4 чорний пішак · d4 чорний пішак · g4 чорний пішак · h4 білий ферзь · c3 білий пішак · f3 білий кінь · h3 чорний пішак · h2 чорний кінь · c1 чорний слон · d1 чорна тура | b8 білий слон · e8 біла тура · e7 чорний кінь · f7 чорна тура · e6 чорний король · f6 білий кінь · g6 білий слон · h6 білий пішак · b5 чорний пішак · f5 чорний пішак · h5 білий король · a4 чорний пішак · d4 чорний пішак · g4 чорний пішак · h4 білий ферзь · c3 білий пішак · f3 білий кінь · h3 чорний пішак · h2 чорний кінь · c1 чорний слон · d1 чорна тура | 1 |
|   | a | b | c | d | e | f | g | h |   |

1. Df2! ~ 1. Da2 K:f6 3. D:f7#
1. ... Td2 2. Sd4! (2. Sg5? Kf6 3. Dh4# ??)
            2. ... Kf6 3. Dh4#
            2. ... Td4 3. Df5#
1. ... Ld2 2. Sg5! (2. Sd4? Kf6 3. Dd4 ??)
            2. ... Kf6 3. Dd4#
            2. ... Lg5 3. Df5#